# Kininer
Kininer är en grupp peptider som har biologisk verkan i kroppen. En av de mekanismer man först upptäckte var att vissa peptider hade förmågan att dra samman glatt muskulatur. 
Bradykinin är den kinin man först upptäckte. Numera känner man till fler undergrupper, bland annat takykininer som har en snabbare påverkan på glatt muskulatur.